# Malahide
Malahide (du gaélique Mullach Íde, le "promontoire de sainte Ita") est une ville de la banlieue de Dublin, située dans le comté de Fingal (anciennement dans le comté de Dublin), en Irlande.

## Géographie
La ville est située à 16 km au nord de Dublin, sur la ligne de chemin de fer qui la relie à Belfast. Elle est située entre Swords et Portmarnock. C'est une des plus riches banlieues de Dublin.
Elle compte plus de 16 000 habitants avec sa banlieue.
Malahide a gagné progressivement en popularité au XVIIIe siècle parmi les citoyens les plus riches de Dublin qui appréciaient le bord de mer. La ville possède beaucoup de maisons de style géorgien, réparties dans la ville et le long du bord de mer.

## Le château de Malahide

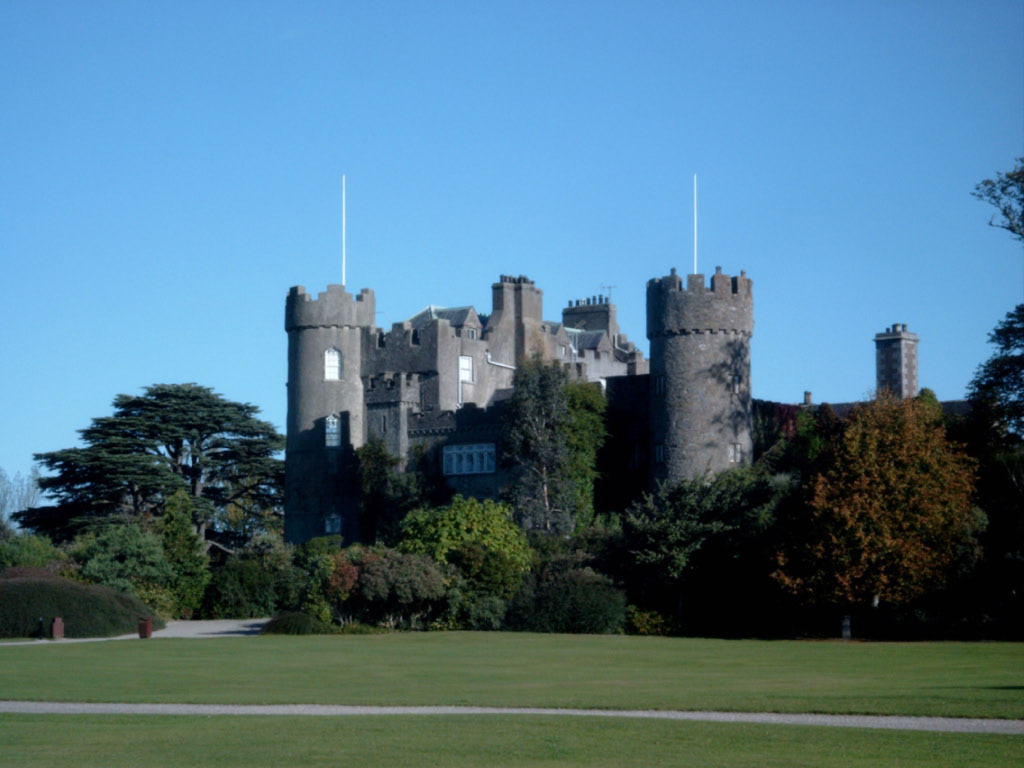
Château de Malahide.

Malahide est une ville renommée pour son château. Les parties les plus anciennes du château remontent au XIIe siècle. Il a été la demeure familiale des Talbot pendant 791 années, de 1185 jusqu'à 1976, après la mort du dernier seigneur Talbot en 1973. La seule exception a été la période de 1649-1660 : Oliver Cromwell l'a accordé à Miles Corbet après avoir conquis l'Irlande. Corbet a été pendu après la chute de Cromwell, et le château a été restitué aux Talbot.
Dans les années 1920 les papiers privés de James Boswell ont été découverts dans le château et vendus au collectionneur américain Ralph H. Isham par Lord Talbot de Malahide, l'arrière-arrière-petit-fils de Lord Talbot.

## Fiction
- Malahide est la ville mystérieuse que recherche Jenny Cole (jouée par Jane Seymour) dans le film TV Yesterday's Children.